# ورانی (مونته‌نگرو)
ورانی (به لاتین: Vranj) یک منطقهٔ مسکونی در مونته‌نگرو است که در شهرداری توزی واقع شده‌است. ورانی ۱٬۰۱۲ نفر جمعیت دارد.